# Institut européen de formation des compagnons
L'Institut Européen de Formation des Compagnons du Tour de France (IEF-CTF) est situé à Mouchard (Jura). Cet institut dépend de la Fédération Compagnonnique Nationale.

## Le fonctionnement
L'Institut européen de formation - Compagnons du tour de France est un lycée professionnel fondé en septembre 1993 dont l'objectif est de former les jeunes aux métiers du bâtiment et du bois, en alternance (mi-temps à l'institut, mi-temps en entreprise) du CAP au Bac professionnel.
Les deux ou trois années de formation s’effectuent en alternance, par période de 6 semaines, rythmées par les vacances scolaires. Pour décharger les parents et l’élève d’une recherche difficile d’entreprise d’accueil, l’Institut de Mouchard propose les lieux de stage partout en France.
Réparties sur tout le territoire français, les structures d’accueil appelées « Maisons des Compagnons du tour de France » accueillent les élèves durant leur période de stage en entreprise.
L’internat mis en place est assuré sur l’ensemble de la semaine y compris le week-end. Cela permet, d’une part, d’accueillir des élèves originaires d’autres départements, mais également à des élèves en  difficulté de s’extraire d’un milieu social peu favorable à la poursuite d’études. 
- Réussite aux examens : près de 100 %
- Un taux de réussite important au concours "Un des Meilleurs apprentis de France"
- Plusieurs lauréats au Concours général des lycées…

## Les formations
En deux ans, les CAP :
- Charpentier bois,
- Menuisier fabricant,
- Staffeur ornemaniste.

En trois ans, les Bacs professionnels :
- Charpente: Technicien Constructeur Bois,
- Menuiserie: Technicien Menuisier Agenceur,
- Plomberie-chauffage: Technicien en Installation des Systèmes énergétiques et Climatiques,
- Couverture: Technicien en Interventions sur le Patrimoine Bâti option Couverture zinguerie,
- Maçonnerie: Technicien du Bâtiment Organisation et Réalisation du Gros Œuvre.

En trois ans également, le Brevet des Métiers d’Art :
- BMA Ébéniste.